# Echinodorus
Echinodorus és un gènere de plantes aquàtiques que es troben en l'Hemisferi Occidental.

## Descripció
Són plantes anuals o perennes, amb fulles flotants o emergents, rarament submergides, sèssils o peciolades i triangulars amb marges sencers o ondats. Les inflorescències en raïms o panícules, rarament en umbel·les. Les flors són hermafrodites.

## Espècies seleccionades
- Echinodorus angustifolius
- Echinodorus argentinensis
- Echinodorus aschersonianus
- Echinodorus berteroi
- Echinodorus bleheri
- Echinodorus bracteatus
- Echinodorus cordifolius
- Echinodorus grisebachii
- Echinodorus horizontalis
- Echinodorus isthmicus
- Echinodorus longiscapus
- Echinodorus macrophyllus
- Echinodorus nymphaeifolius
- Echinodorus opacus
- Echinodorus osiris
- Echinodorus ovalis
- Echinodorus subalatus
- Echinodorus tenellus
- Echinodorus trialatus
- Echinodorus tunicatus
- Echinodorus uruguayensis
- Echinodorus virgatus